# Albin Kurti
Albin Kurti (n. 24 martie 1975, Priștina, RS Serbia, RSF Iugoslavia) este un activist și politician kosovar, prim-ministru al Kosovo din 2021, funcție pe care a ocupat-o anterior și în perioada februarie - iunie 2020. Este liderul partidului naționalist de stânga Vetëvendosje!.